# Хам Сан Мьон
У цьому корейському імені прізвище (Хам) стоїть перед особовим ім'ям.
Хам Сан Мьон (кор. 함상명; 10 листопада 1995) — південнокорейський боксер, чемпіон Азійських ігор.

## Аматорська кар'єра
2014 року, здобувши чотири перемоги над Квон Чхоль Гук (Північна Корея), Нямбаярин Тегсцогт (Монголія), Кайратом Єралієвим (Казахстан) і у фіналі над Чжан Цзявей (Китай), став чемпіоном Азійських ігор.
На Олімпійських іграх 2016 переміг Віктора Родрігеса (Венесуела) — 2-1 і програв Чжан Цзявей (Китай) — 0-3.
Брав участь в Азійському і Океанійському кваліфікаційному турнірі на Олімпійські ігри 2020, але зазнав дві поразки — від Чатчай Бутді (Таїланд) і Мохаммеда Аль-Ваді (Йорданія).
На чемпіонаті світу 2021 програв у першому бою Соф'яну Уміа (Франція).